# Massih Wassey
Massih Wassey (ur. 18 czerwca 1988 w Münsterze) – kanadyjski piłkarz występujący na pozycji pomocnika.
Jest synem Afganki i Kanadyjczyka.
W reprezentacji Kanady wystąpił dwa razy. Zadebiutował w niej 31 stycznia 2010 w przegranym 0:1 towarzyskim meczu z Jamajką, a po raz drugi zagrał 30 maja 2010 w zremisowanym 1:1 towarzyskim spotkaniu z Wenezuelą.

## Statystyki ligowe
| Rozgrywki             | Poziom | Kraj   | Mecze | Gole |
| --------------------- | ------ | ------ | ----- | ---- |
| 3. Liga               | III    | Niemcy | 29    | 8    |
| Regionalliga Oberliga | IV     | Niemcy | 260   | 51   |